# Pimp C
Chad Lamont Butler, beter bekend als Pimp C (Crowley, 29 december 1973 – West Hollywood, 4 december 2007) was een Amerikaanse rapper en producer.
Hij was lid van het hiphopduo UGK (Underground Kingz) samen met Bun B. Het duo was succesvol aan het einde van de jaren negentig en de vroege jaren 2000, en verscheen in singles als Jay-Z's "Big Pimpin" (2000) en "Sippin' on Some Syrup" (2000) van Three 6 Mafia.
In 2002 werd Pimp C veroordeeld tot acht jaar gevangenisstraf wegens het overtreden van zijn proeftijd, doordat hij geen gehoor gaf aan zijn veroordeling tot taakstraf als gevolg van een eerdere zware aanklacht wegens mishandeling. Zijn arrestatie werd zwaar geprotesteerd door de hiphopgemeenschap, die onmiddellijk de "Free Pimp C"-campagne startte. Terwijl hij vastzat, bracht Rap-A-Lot Records in maart 2005 zijn eerste soloalbum uit, The Sweet James Jones Stories, dat voornamelijk bestaat uit onuitgebrachte opnames.
Op 30 december 2005 werd hij uit de gevangenis vrijgelaten en werd geplaatst op voorwaardelijke vrijlating tot december 2007. Zijn tweede studioalbum Pimpalation werd uitgebracht op 13 juni 2006.
Op 4 december 2007 werd Pimp C dood aangetroffen in een hotelkamer in West Hollywood. De doodsoorzaak was een ongewenste overdosis aan promethazine en codeïne, vermoedelijk na consumptie van de partydrug "purple drank".

## Discografie

### Solo-albums
- The Sweet James Jones Stories (2005)
- Pimpalation (2006)

### Met UGK
- Too Hard to Swallow (1992)
- Super Tight (1994)
- Ridin' Dirty (1996)
- Dirty Money (2001)
- Underground Kingz (2007)
- UGK 4 Life (2009)

- International Standard Name Identifier: 0000 0000 4763 8432
- Library of Congress Control Number: no2006086990
- MusicBrainz: 03f77665-e514-49c1-b398-067c3e3e51e0
- Virtual International Authority File: 78538233
- WorldCat: E39PBJwhD3Xw8F3QpdPwMB6R8C